# Forum Clodii
Forum Clodii era sede di una praefectura lungo la Via Clodia, a circa 23 miglia romane, circa 34 km a nord-ovest di Roma, invece delle 32 miglia come afferma l'Itinerario Antonino, sul lato occidentale del Lacus Sabatinus e collegata alla Via Cassia a Vacanae da un ramo della strada che corre nel lato nord del lago in direzione di Trevignano Romano. Lungo lo stesso tracciato stradale (SP 4/a Settevene - Palo I tronco) si può ammirare l'antico Vicus Aurelii (Vicarello). 
Nella Tabula Peutingeriana del XII-XIII secolo il luogo viene indicato lungo la Via Clodia come mansiones, dopo Careias (Galeria) e ad Nonas (Vigna di Valle).
Il sito è segnato dalla chiesa dei Santi Marco, Marciano e Liberato, nell'attuale tenuta di San Liberato, e sotto la giurisdizione dell'attuale parrocchia di San Lorenzo in Pisciarelli fondata nell'VIII o nel IX secolo. In base ad alcune epigrafi rinvenute in loco, nel II secolo a.C. era sede durante il periodo augusteo della praefectura Claudia.
Forum Clodii fu anche sede vescovile, diocesi foroclodiense, fino al 502; a seguito dell'invasione longobarda cadde in rovina determinando probabilmente nel 649 il passaggio della sede vescovile nella vicina Manturanum. L'insediamento romano è oggi visitabile nella cosiddetta Macchia della Fiora, lungo il tratto di Via Clodia che collega i centri di Bracciano e Manziana.
Di Monterano sono note e apprezzate le rovine del centro abitato. Mentre la chiesa di S. Liberato nell'antico sito di Forum Clodii è non solo fruibile ma ben conservata.

## Vescovi di Forum Clodii
- Sant'Alessandro † (II secolo)
- Domiziano o Donaziano † (menzionato nel 313)
- Asterio † (menzionato nel 465)
- Gaudenzio † (menzionato nel 487)
- Colonio o Colonico † (prima del 499 - dopo il 502)